# Pacquet
Pacquet is een gemeente (town) in de Canadese provincie Newfoundland en Labrador. De gemeente ligt in het noorden van het schiereiland Baie Verte aan de Atlantische noordkust van het eiland Newfoundland.

## Demografie
Demografisch gezien is Pacquet, net zoals de meeste kleine dorpen op Newfoundland, aan het krimpen. Tussen 1991 en 2021 daalde de bevolkingsomvang van 326 naar 145. Dat komt neer op een daling van 181 inwoners (-55,5%) in dertig jaar tijd.
| Jaar | Aantal inwoners | Verschil |
| ---- | --------------- | -------- |
| 1991 | 326             | –        |
| 1996 | 291             | -10,7%   |
| 2001 | 238             | -18,2%   |
| 2006 | 210             | -11,8%   |
| 2011 | 184             | -12,4%   |
| 2016 | 164             | -10,9%   |
| 2021 | 145             | -11,6%   |